# Clodovil Hernandes
Clodovil Hernandes (Elisiário, 17 juin 1937 – Brasilia, 17 mars 2009) était une personnalité de la mode, présentateur de télévision et homme politique brésilien.

## Biographie
Consacré comme designer dans les années 1960 et 1970, il fut invité à travailler pour la télévision, où il a obtenu du succès et travaillé plus de quarante ans comme présentateur ; il a également organisé de nombreux programmes sur plusieurs stations.
Il s'est lancé dans l'élection du Congrès en 2006 sous l'étiquette du Parti travailliste chrétien, arrivant troisième avec 493.951 voix, soit 2,43 % des votes valides, et devenant ainsi le premier député ouvertement homosexuel du pays. Il fut aussi candidat à la municipalité de São Paulo.
Il était surtout connu pour ses controverses et des déclarations jugées inappropriées ou grossières, souvent dirigées contre d'autres personnalités. Il fut notamment accusé de racisme et d'antisémitisme.